# Graf Öderland
Graf Öderland, gemäß Untertitel Eine Moritat in zwölf Bildern, ist ein Drama des Schweizer Schriftstellers Max Frisch. Angeregt durch einen Zeitungsbericht verfasste Frisch im Jahr 1946 eine erste Prosaskizze, die im Folgejahr als Teil des Tagebuchs mit Marion veröffentlicht wurde. Für das Theater bearbeitete Frisch den Stoff mehrfach. Die Uraufführung der ersten Dramenfassung fand am 10. Februar 1951 im Schauspielhaus Zürich unter der Regie von Leonard Steckel statt und war Frischs erster Misserfolg auf der Bühne. Einen stärkeren politischen Akzent setzte Frischs zweite Bearbeitung, die am 4. Februar 1956 von Fritz Kortner im Kleinen Haus der Städtischen Bühnen Frankfurt inszeniert wurde. Mit der dritten und letzten Version kehrte Frisch wieder weitgehend zur ursprünglichen Tagebuchskizze zurück. Sie wurde am 25. September 1961 im Berliner Schillertheater unter der Regie von Hans Lietzau uraufgeführt und in Frischs 1975 erschienene Werkausgabe aufgenommen. Obwohl alle drei Bühnenbearbeitungen bei Kritik und Publikum gleichermaßen ohne Erfolg blieben, blieb Graf Öderland das Drama, dem Frisch sich am meisten verbunden fühlte. Er bezeichnete es als sein liebstes und geheimnisvollstes Stück.
Ausgangspunkt der Handlung ist der scheinbar grundlose Mord eines gewissenhaften Bankangestellten, der einen Hausmeister mit der Axt erschlägt. Einzig der Staatsanwalt bringt Verständnis für die Tat auf und lässt sich von ihr zum Ausbruch aus seinem geregelten Leben inspirieren. Fortan folgt er der Legende des Grafen Öderland, zieht mit einer Axt in der Hand durch die Lande und tötet alle, die sich seinem Anspruch auf Freiheit entgegenstellen. Hinter der Leitfigur des Grafen Öderland scharen sich Anhänger, die Einzeltat des Staatsanwalts wächst sich zum allgemeinen Aufruhr aus. Die Rebellion führt am Ende zu einem politischen Umsturz, ohne dass sich die ersehnte Freiheit für den Staatsanwalt verwirklicht. Kennzeichnend für Graf Öderland ist die Vermischung von privaten und politischen Motiven, die auf zwei Hauptthemen in Frischs Werk zurückgehen: die Sehnsucht nach Ausbruch aus gesellschaftlichen Zwängen sowie eine wachsende Kritik an der bürgerlichen Ordnung.

Titelseite der Erstausgabe von 1951

## Inhalt

### Endfassung
1. Bild: Ein Staatsanwalt hat es satt: Staatsanwalt Martin steht mitten in der Nacht auf, weil ihm der Fall eines Axtmörders keine Ruhe lässt. Die Tat ohne Motiv begreift er als Ausbruch aus der Gleichförmigkeit des Alltags, als Anklage gegen ein Leben, das nur aus aufgeschobener Hoffnung besteht. Während sich seine Frau Elsa verständnislos von ihm abwendet, gesellt sich das junge Dienstmädchen Hilde zu ihm, verbrennt auf seine Anweisung hin seine Akten und erzählt ihm die Legende vom Grafen Öderland.
2. Bild: Der Mörder: In seiner Gefängniszelle bespricht sich der Mörder Wolfgang Schweiger mit seinem Anwalt Doktor Hahn, der sich verärgert über das Geständnis seines Mandanten zeigt. Doch Schweiger, der seine Tat selbst nicht begründen kann, fühlte sich im Verhör des Staatsanwalts das erste Mal verstanden. Noch einmal erzählt er die Geschehnisse des Tatabends: Nach einem pflichtbewussten Arbeitsleben in der Bank-Union führte ihn der Weg auch am arbeitsfreien Sonntag wie selbstverständlich zur Bank, als er den Drang zur Toilette verspürte. Der Hauswart Karl-Anton Hofmeier ließ ihn ein, sie unterhielten sich freundlich, Schweiger scherzte noch, man müsse Hofmeier erschlagen, ergriff dessen Axt und setzte seine Worte in die Tat um. Am Ende erreicht Doktor Hahn die Mitteilung, dass der für den folgenden Tag angesetzte Prozess verschoben sei, der Staatsanwalt werde vermisst.

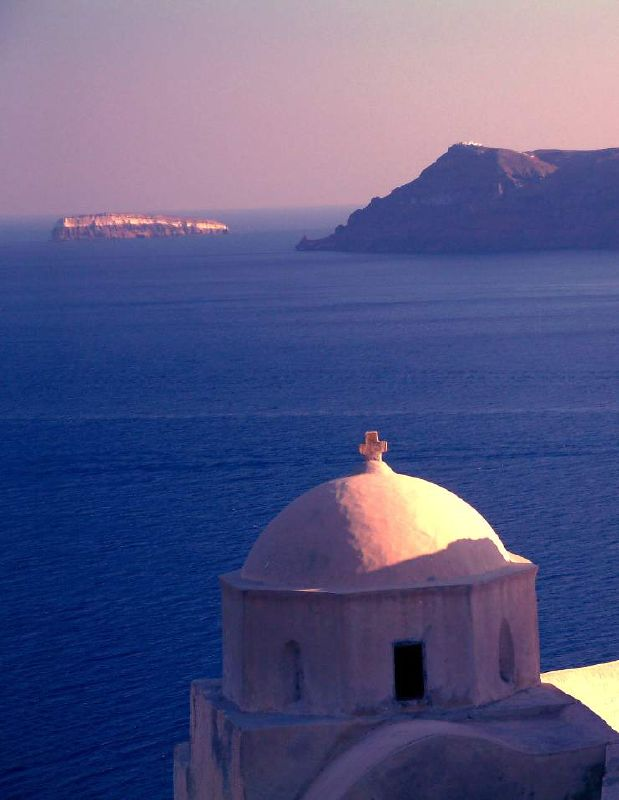
Santorin als Sehnsuchtsziel

3. Bild: Der Staatsanwalt kommt zu seiner Axt: In einer Hütte im verschneiten Wald lebt ein Köhler mit Frau und Tochter Inge. Diese träumt von der Legende des Grafen Öderland, der eines Tages mit seiner Axt kommen und sie aus dem Joch des Vaters befreien werde. Plötzlich steht der Staatsanwalt vor der Tür und wird eingelassen. Er redet mit Inge, die ihn an Hilde erinnert, über seine Sehnsucht, nach Santorin zu segeln. Inge bittet ihn, sie mitzunehmen. Als der Staatsanwalt die Axt des Köhlers ergreift, erkennen alle in ihm die Legendengestalt des Grafen. Inge deklamiert die Moritat vom Grafen Öderland mit der Axt in der Hand. Wer sich ihnen in den Weg stelle, werde fallen.
4. Bild: Die erste Nachricht trifft ein: Doktor Hahn und Elsa haben Herrn Mario, einen Hellseher aus dem Kabarett, beauftragt, eine Spur des verschollenen Staatsanwalts zu suchen. Als Elsas heimliches Liebesverhältnis mit Doktor Hahn offenbar wird, erscheint vor den Augen des Hellsehers ein Bild des Staatsanwalts mit einer Axt in der Hand. Daraufhin wird im Radio gemeldet, ein Unbekannter habe mit einer Axt drei Landjäger erschlagen.
5. Bild: Hoch lebe der Graf: Eine Gruppe Köhler im Wald betrinkt sich und feiert. Sie lassen den Staatsanwalt in der Gestalt des Grafen Öderland hochleben. Er habe ihnen den Weg zu einem besseren Leben gewiesen. Doch sie müssen erkennen, dass sie auf sein Geheiß bloß von ihren Vorräten gezehrt haben. Als diese aufgebraucht sind und der Staatsanwalt sich von den Köhlern in Frage gestellt sieht, verlässt er sie und reitet mit Inge davon, nachdem er die Häuser der Köhler in Flammen hat aufgehen lassen.
6. Bild: Lebenslänglich: In seiner Zelle berichtet der Mörder von seinem Leben, das bestimmt war von Arbeit und Pflichterfüllung. Der Freitagabend sei der Lichtblick jeder Woche gewesen, der Sonntagnachmittag bereits überschattet vom montäglichen Arbeitsbeginn. Als tröstlich empfindet er, dass der Hauswart, der zu Lebzeiten allen gleichgültig war, durch seinen Tod so große Bedeutung erlangt hat.
7. Bild: Die Axt macht Schule: In einem Grand Hotel will ein Gendarm den angeblich dort logierenden Grafen Öderland vernehmen. Er berichtet, dass viele dessen Beispiel folgen, losziehen und sich Äxte beschaffen. In Verkleidung treten Elsa und Doktor Hahn auf. Sie vermuten den Staatsanwalt unter der Maske des Grafen Öderland und geben sich als Verkäufer einer Yacht aus, mit der der Staatsanwalt nach Santorin in See stechen will. Von der Yacht selber zeigen sie nur Bilder, die den Staatsanwalt an sein Spielzeugmodell erinnern, vor dessen Anblick er oft seinen Tagträumen nachhing. Nach der Vertragsunterzeichnung stellt sich die Yacht tatsächlich als jenes Spielzeug heraus, die Beteiligten lassen ihre Maske fallen, der Staatsanwalt sieht seine Vermutung bestätigt, dass seine Frau mit Doktor Hahn ein Verhältnis hat. Er zieht aus seiner Aktentasche die Axt, und alle flüchten.
8. Bild: Der Mörder hat Glück: Der Mörder wird in seiner Zelle von Repräsentanten der Gesellschaft vernommen: Innenminister, Direktor, General und Kommissar. Sie suchen in seiner Tat den Ausgangspunkt für die gesellschaftlichen Unruhen, die das Land ergriffen haben. Die Axt sei zum Zeichen des Aufruhrs geworden. Um den Grafen Öderland habe sich eine Bande geschart. Der Mörder weiß auf ihre Fragen nach den Hintergründen keine Antwort. Im Zuge einer Amnestie wird er freigelassen, was Schweiger später in eine allgemeine Amnesie umdeutet.

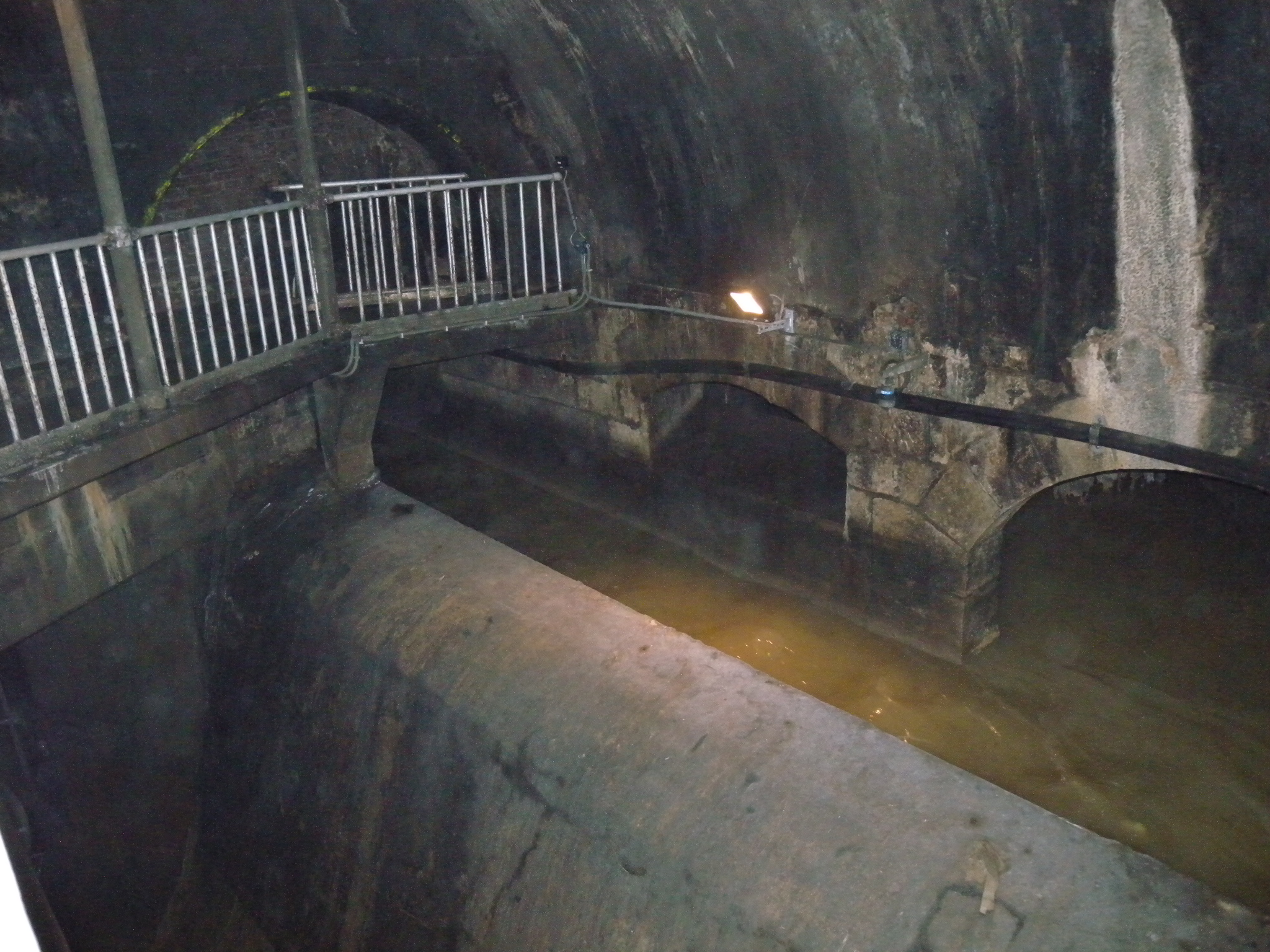
Wiener Kanalisation, das Vorbild der Kanalisationsszene

9. Bild: Der Graf soll sich ergeben: In der Kanalisation hält sich die Bande des Grafen verborgen. Ihnen ist das Ultimatum gestellt worden, ihren Anführer bis Mitternacht auszuliefern oder die Kanäle werden geflutet. Verschiedene Getreue stellen sich nun gegen den Staatsanwalt. Dieser rettet sich ohne Rücksicht auf seine Anhänger und lässt auch die kranke Inge in der Kanalisation zurück.
10. Bild: Die Herren der Lage: Die Staatsführung feiert in der Residenz eine Gala, auf der der Staatsanwalt mit seiner Aktentasche erscheint. Während die Staatsführung durch das Geschirr des Stehempfangs in ihren Händen gehandikapt ist, schlägt er ein Bündnis vor: Man solle ihm die Residenz übergeben und das Volk werde jubeln. Der Innenminister lehnt ab, er will kämpfen bis zum letzten Blutstropfen. Coco, die bereits an der Seite vieler Männer die Rolle der ersten Dame des Staats gespielt hat, tritt auf und beweist ihr Gespür für die künftige Macht, als sie sich an die Seite des Staatsanwalts gesellt. Sie führt den Staatsanwalt auf den Balkon, wo ihm das Volk huldigt.
11. Bild: Der Mörder hat Pech: Der Mörder schläft mit der Witwe seines Opfers, während die Unruhen in der Stadt zunehmen. Als ein Fenster zu Bruch geht, wird der Gendarm auf sie aufmerksam. Er dringt in die Mansarde der Witwe ein und lässt sich nicht von der Amnestie des Mörders überzeugen. Bei dessen Fluchtversuch erschießt der Gendarm den Mörder mit seiner Maschinenpistole.
12. Bild: Ruhe und Ordnung werden wiederhergestellt, Schluss: Der Staatsanwalt befindet sich wieder in seinem Arbeitszimmer. Er redet mit Hilde und glaubt, alles bloß geträumt zu haben. Doch durch die Fenster lodern Feuer, immer wieder sind Schüsse zu hören. Schließlich tritt der Präsident auf und übergibt dem Staatsanwalt die Macht. Dieser verweigert sich, da er keine Botschaft habe. Der Präsident beharrt: Wer um frei zu sein, die Macht stürze, erhalte am Ende das Gegenteil von Freiheit, nämlich die Macht. Der Staatsanwalt ist verzweifelt und bildet sich ein, man habe ihn bloß geträumt. Vergeblich beschwört er sein Erwachen.

### Frühere Fassungen
Die erste Fassung von 1951 richtet laut Frischs eigener Einschätzung ihren Fokus vor allem auf das Private, die Ausbruchssehnsucht des Staatsanwalts. Sie besteht aus lediglich zehn Bildern. Im Vergleich zur Endfassung war das fünfte Bild noch nicht enthalten, das sechste und achte Bild bilden noch eine Einheit. In der Kanalisation kommt es zur Auseinandersetzung zwischen dem Staatsanwalt und Inge, die in Inges Suizid endet. Mit Iris, der Tochter seines Kommandanten, tritt eine weitere Frau an die Seite des Staatsanwalts. Der Mörder hat keine Liebesbeziehung zur Witwe, sondern zum Dienstmädchen Hilde. Als der Staatsanwalt am Ende realisiert, dass sein Ausbruch zwar zu gesellschaftlichem Aufruhr geführt hat, sein Privatleben aber unverändert bleibt, er Coco nicht zu lieben vermag, Elsa und Doktor Hahn in seiner Villa auf ihn warten wie immer, springt er verzweifelt aus dem Fenster. Frisch kommentierte später: „Selbstmord aus Verlegenheit des Verfassers.“
In der zweiten Fassung von 1956 rückte Frisch stärker einen aktuell-politischen Bezug in den Vordergrund. Sie besteht aus elf Bildern. Das Schwurgerichtsverfahren gegen den Mörder ist vorangestellt. Nachdem der Staatsanwalt an die Axt gelangt ist, werden seine Morde an drei Gendarmen dargestellt. Die Köhler grüßen ihn mit ihren Äxten, die weitere Szene bei den Köhlern fehlt. Die Konfrontation des Staatsanwalts mit Elsa und Doktor Hahn ist gestrichen. Der Staatsanwalt wird gegen seinen Willen zum Führer einer Partei ernannt, Inge von meuternden Revolutionären erschossen. Nachdem die Staatsführung einen Eid auf den Staatsanwalt geschworen hat, überträgt er Doktor Hahn das Amt des Ministerpräsidenten. Dann nimmt er sich die Freiheit zu gehen. Nach seiner Wahl, nicht länger weiterzumorden, klagt sich der Staatsanwalt seiner Verbrechen an und verurteilt sich zum Tode. Er geht mit den Worten ab: „Die Freiheit ist nur ein Schritt.“ Bevor es zu seiner Exekution kommt, fällt der Vorhang.

## Form
Max Frisch hatte Graf Öderland ursprünglich als Moritat mit Liedstrophen zwischen den Szenen geplant, allerdings wurden die Gesangseinlagen noch vor der Uraufführung gestrichen. Der verbliebene Aufbau erinnert an ein Stationendrama. Auch die Thematik des gesellschaftlichen Aufbruchs ist aus dem Expressionismus bekannt, sie wird von Frisch allerdings auf zwei Protagonisten verteilt, indem die Tat des einen den Ausbruch des anderen inspiriert. Manfred Durzak nannte die Abfolge der Szenen einen „epischen Bilderbogen“, der sich auf zwei parallelen Handlungskurven abspielt, die sich kontrapunktisch aufeinander beziehen: die Ebene des Staatsanwalts und jene des Mörders. Die Handlung wird immer wieder auf ein allgemeines, parabolisches Niveau gehoben. Dennoch folgt Frisch nicht der Intention einer aufklärerischen Parabel oder eines demonstrativen Lehrstücks. In seinem Bemühen, die Richtung eines Einfalls bis zum Ende auszuloten, schließt er ohne eindeutige Interpretation mit einem offenen Ende, weswegen Michael Butler
Graf Öderland als „Denk- beziehungsweise Bewußtseinsspiel“ bezeichnete.
Die erste und letzte Szene des Stücks in der Villa des Staatsanwalts sind eindeutig in der Realität verortet. Sie bilden einen kontrastierenden Rahmen um die inneren Szenen, die ohne zeitlichen und räumlichen Bezug an eine Märchenwelt erinnern. Max Frisch beschrieb in einer Inszenierungsanweisung, dass „das Stück, je mehr es fortschreitet, sich in einen sogenannt phantastischen Raum begibt: der Zuschauer soll die Geschichte erst dann, wenn er sie als Ganzes kennt, mit unserer Wirklichkeit konfrontieren.“ Obwohl Graf Öderland keine Erzählerfigur im eigentlichen Sinne besitzt, übernehmen in der ersten und dritten Szene Hilde und Inge diese Funktion in Teilen. Nach den Anweisungen Frischs werden die Rollen der Hilde, Inge und Coco als ein einziger „Typ“ von derselben Darstellerin verkörpert. Eine Ausnahme bildete die Version von 1956, in der Frisch Coco der Darstellerin der Elsa zuordnete.

## Interpretation

### Gesellschaftskritik und Bezug zur Schweiz
Für Sonja Rüegg markierte Graf Öderland einen Wendepunkt in Frischs Schaffen, indem dieser erstmals offen Position gegen die bürgerliche Gesellschaft bezog. In drei Figuren, dem Staatsanwalt, Inge und dem Mörder, werde der Ausbruch aus einer hierarchisch gegliederten, kapitalistisch strukturierten Gesellschaftsordnung vorgeführt. Die Ursache für die Auflehnung liege bei Inge in ihrer Armut, beim Mörder in seiner entfremdeten Arbeit, beim Staatsanwalt in der durch gesellschaftliche Zwänge unmöglich gemachten Selbstverwirklichung. Die Identifikationsfigur des Staatsanwalts, von der sich der Zuschauer erst im Verlauf des Stücks durch die zunehmende Grausamkeit seiner Taten löse, führe dem Publikum das „Öderländische“ in jedermann vor Augen, das latent in jeder bürgerlichen Gesellschaft vorhanden sei und ausbrechen könne. Am Ende erwiesen sich die Ausbrüche als sinnlos, da nicht die Machthierarchie an sich in Frage gestellt werde. Zwar weise das offene Ende des Dramas keinen Weg in ein herrschaftsfreies Leben, negiere aber auch nicht die zuvor erhobenen Forderungen.
Manfred Durzak sah in Graf Öderland einen Fortschritt gegenüber Frischs früheren Stücken, die thematisch in der Sehnsucht nach persönlicher Selbstverwirklichung und Liebeserfüllung verharrten. Allerdings werde die sozialpolitische Aussage des Stücks immer wieder „metaphorisch vernebelt“. So verwandle sich der romantische Ausbruch nicht nur in eine Revolution, sondern werde letztlich zur Farce, die ohne jede ideologische Botschaft unter dem bloßen reklamehaften Zeichen der Axt stehe. Frisch weiche einer utopischen Präzisierung aus und flüchte sich in Negation und legendenhafte Allgemeinheit, was Durzak auf fehlende politische Reflexion sowie die Scheu vor konkretem Engagement zurückführte. Indem das Stück am Ende die Macht in einem Kreislauf erneut etabliere, werde Frisch schließlich doch ungewollt ideologisch und postuliere die Aussichtslosigkeit jeder politischen Veränderung. Als Fazit sah Durzak Graf Öderland in seiner historischen Bedeutung deutlich hinter Vorbilder wie Ernst Tollers Masse Mensch zurückfallen.

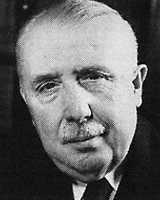
Eduard von Steiger

Indem die öderländische Ideologie bewusst unbestimmt und inhaltsarm gehalten sei und sich lediglich durch eine Ablehnung des Status quo auszeichne, lasse sie sich nach Rüegg auf verschiedene politische Systeme und Ideologien, vom Faschismus bis zum Kommunismus, übertragen. In der Reaktion des bürgerlichen Staats auf die öderländische Bedrohung, der Übernahme von totalitären Methoden zum vermeintlichen Schutz der Gesellschaft, seien Bezüge auf die Schweiz erkennbar, die von der geistigen Landesverteidigung während der Bedrohung durch den Nationalsozialismus bis zur Furcht vor kommunistischer Unterwanderung und dem Staatsschutzgesetz in den frühen 1950er Jahren reichten. So sei die Figur des Innenministers an den ehemaligen Bundesrat Eduard von Steiger angelehnt.
Mit seiner Kritik an der Schweiz als Prototyp einer bürgerlichen Gesellschaft stellte sich Frisch gegen das zeitgenössische Leitbild der Schweiz und deren oftmals herausgestellte historische Sonderrolle. Die Reaktion sei eine beinahe einhellige Zurückweisung von Seiten der Schweizer Kritik gewesen. Zwar behielten Frischs spätere Werke die kritische Grundhaltung aus Graf Öderland bei, doch für Rüegg zeigte die missverständliche Aufnahme des Stücks ihre Wirkung. Frischs Gesellschaftskritik wurde in der Folge konkreter, die Auseinandersetzung mit dem Heimatland direkter. So spielte etwa der Erfolgsroman Stiller nicht länger in einem Modellstaat, sondern nannte die Schweiz beim Namen.

### Traum, Verwandlung und Bewusstseinsdrama
Neben der Gesellschaftskritik stand im Zentrum der meisten Interpretationen die Figur des Staatsanwalts, dessen Dualismus von Ordnung und Freiheitsdrang, sowie die Vermischung der Ebenen Traum und Wirklichkeit. Aus einer psychoanalytischen Warte sah Barbara Rowińska-Januszewska in Graf Öderland das unbewusste Alter Ego des Staatsanwalts. Im Wald, der die Psyche des Protagonisten symbolisiere, gerate der Staatsanwalt von den vertrauten Wegen seines Bewusstseins in das Labyrinth der unbewussten Kräfte. Zum Auslöser werde das Köhlermädchen Inge, ihr Gespräch versetze den Staatsanwalt in hypnoseartige Trance. In der Identität des Grafen gewinne der lebenslang unterdrückte Trieb des Staatsanwalts die Oberhand: die Freiheitssehnsucht. Martin verliere sämtliche moralischen und gesellschaftlichen Hemmungen seiner Staatsanwaltsexistenz. Gleichzeitig erweise er sich in seiner neuen Identität als unfähig zu Gefühlen und Bindungen gegenüber anderen Menschen. Zum Symbol für den zerrütteten Zustand der Psyche des Staatsanwalts werde die kloakenhafte Unterwelt der Kanalisation, das genaue Gegenteil der erträumten Reinheit und Klarheit des Meeres um Santorin. Am Ende wiederhole sich die Spaltung seines Bewusstseins, Martin kehre zurück in die Identität des Staatsanwalts. Von den begangenen Verbrechen bleibe bloß eine vage Vorstellung und keinerlei Gefühl von Verantwortung. Der circulus vitiosus seiner Unfreiheit schließe sich.
Für Marianne Biedermann markierten die veränderten Zeit- und Ortverweise des dritten Bildes den Übergang von der Realität in den Traum. Die chronologischen Zeitabläufe des ersten Bildes werden nun in subjektive, gedehnte oder endlose Zeit- und Erinnerungszustände überführt. Auch räumlich lösche der Schnee die realen Spuren des Staatsanwalts aus, und er trete in eine Traumwelt ein. Doch die Annahme der mythischen Identität des Grafen Öderland führe für den Staatsanwalt nicht zur Freiheit, sondern zu einer neuen Form von Unfreiheit, einer Rolle, in die andere ihre Hoffnungen projizieren. Zuerst sei es Inge, die sich von Öderland die Befreiung erhoffe, später die Köhler und die Bande der Aufständischen. Dabei käme Martin die erträumte Zeit- und Ortlosigkeit in seiner Rolle als Öderland immer mehr abhanden, die Bindungen durch konkrete zeitliche und räumliche Bezüge nehmen zu. Am Ende gelinge es Martin nicht, aus der Rolle des Öderland zu erwachen. Die Projektion aller Figuren habe die Figur des Grafen Realität werden lassen. Statt einer Verständigung untereinander haben sie gemeinsam einen Mythos geschaffen, dessen Gewalt sich nun gegen sie wende.
Manfred Jurgensen sah den Staatsanwalt als bloß passiv Erlebenden. Die Verwandlung in die Figur des Grafen Öderland geschehe ihm wie jene Gregor Samsas in Kafkas Verwandlung. Herbeigeführt werde die Metamorphose in den Grafen Öderland durch die Doppelfigur Hilde-Inge, die beide vom Staatsanwalt als Feen bezeichnet werden. Für Walter Schmitz wurde diese doppelte Fee zur Anima, die den Helden in einen archetypischen Zauberwald locke, in dem er sich bewähren müsse. Nachdem sich im ersten Bild durch den absurden Mord ein Riss in der bürgerlichen Welt des Staatsanwalts gebildet habe, werde das Stück im Weiteren zu einem Bewusstseinsdrama, in dem die vermeintlich räumliche Flucht in Wahrheit ins Bewusstsein des Staatsanwalts führe.
Im siebten Bild, nach Schmitz dem Höhe- und Wendepunkt des Dramas, treffen die seelische und reale Welt aufeinander. Da er sich in seiner Ausbruchssehnsucht desillusioniert sehe, bleibe dem Staatsanwalt nur der gesellschaftliche Kampf, um seine inneren Ansprüche durchzusetzen. Doch der Pathos des Staatsanwalts werde durch die ausgelegten Chiffren beständig verhöhnt: Die Yacht namens Esperanza (span.: Hoffnung) erweise sich als Nippes, der längst erloschene Vulkan auf Santorin konterkariere den ersehnten Ausbruch. Auch als Graf Öderland gelinge dem Staatsanwalt nicht die Flucht aus dem öden Land, um ihn entstehe bloß eine „wüste Geschichte“, die Moritat eines Bänkelsangers.
Die Suche nach dem Lebenssinn degeneriere zu einer neuen Lebensordnung, in der die Axt nicht länger ein Symbol sei, sondern wie ein Aktenstück nach Bedarf aus der Aktentasche gekramt oder in ihr verstaut werde. Am Ende ergreife nicht Öderland die Macht, sondern die Macht ergreife ihn. Im abschließenden Ausruf „Man hat mich geträumt!“ werde aus der ersehnten Verwirklichung individueller Wunschträume der Traum eines „man“, eines Kollektivs, das ein entfremdetes Leben lebe, aus dem es dem Staatsanwalt nicht gelinge, zu erwachen.

### Montage und Einflüsse

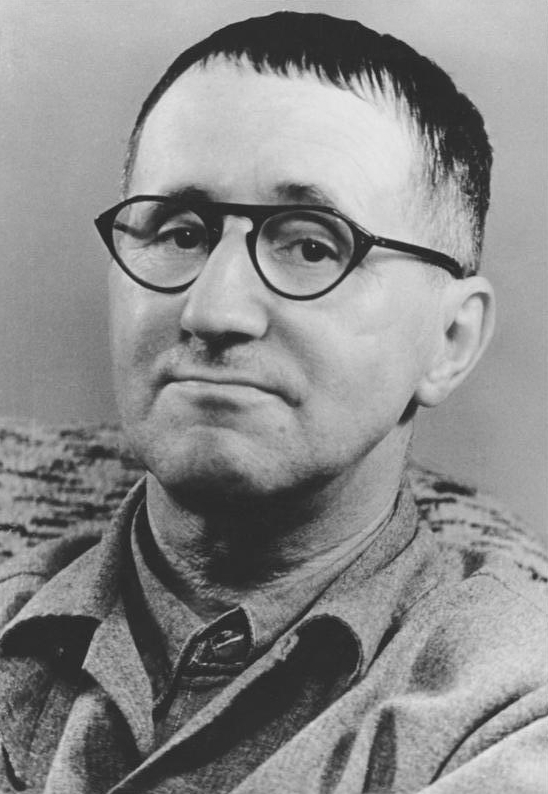
Bertolt Brecht (1954)

Für Walter Schmitz konstruierte Frisch Mythos des Grafen Öderland mittels einer Montage im Stile des Brecht’schen epischen Theaters. Seinem Unbehagen an der Kultur versuche der Staatsanwalt durch eine aus der Kultur des Bildungsbürgertums zusammengeflickte Rolle zu begegnen und werde gerade durch diesen Widerspruch zu einer tragikomischen Gestalt. Das titelgebende Öderland verweise auf das Gedicht The Waste Land von T. S. Eliot, ohne jedoch mehr als eine bloße Reminiszenz des Themas der Langweile zu sein, das bis zu Büchners Leonce und Lena zurückreiche. Eine enge inhaltliche Verwandtschaft bestehe zum expressionistischen Ausbruchs- und Verkündigungsdrama. So erinnerten Frischs Protagonisten an den Kassierer aus Georg Kaisers Von morgens bis mitternachts. Versatzstücke wie die Bande des Grafen verwiesen auf Schillers Räuber, die Kanalisationsszene entstamme dem Film Der dritte Mann. In der theoretischen Unterlegung der Kulturkritik des Staatsanwalts berufe sich Frisch auf Freuds Das Unbehagen in der Kultur und die Schriften C. G. Jungs. Das Bild vom Öderland in jedem Menschen greife ein Schlagwort Max Picards vom „Hitler in uns“ auf.
Auch Parallelen zu Bertolt Brecht, der von Frisch zur Inszenierung konsultiert worden war, wurden oft gezogen. So erkannte Marianne Biedermann in Inges Moritat vom Grafen Öderland das Lied der Seeräuber-Jenny aus der Dreigroschenoper wieder, wo ebenfalls ein Schiff komme und nach gewalttätiger Machtdemonstration eine junge Frau aus schäbigem Dasein rette. Hellmuth Karasek betonte die Nähe von Graf Öderland zu Brechts Machtergreifungsparabel Der aufhaltsame Aufstieg des Arturo Ui. Beide Stücke vereinfachen die politischen Vorgänge, Brecht suche die Ursache zum Verbrechen politisch in der Ökonomie, Frisch romantisch im geordneten Alltag und der seelischen Verkümmerung, was Karasek überspitzt als „eine speziell schweizerische Variante zum Thema Politik und Verbrechen“ bezeichnete.

### Das Allgemeine und das Private

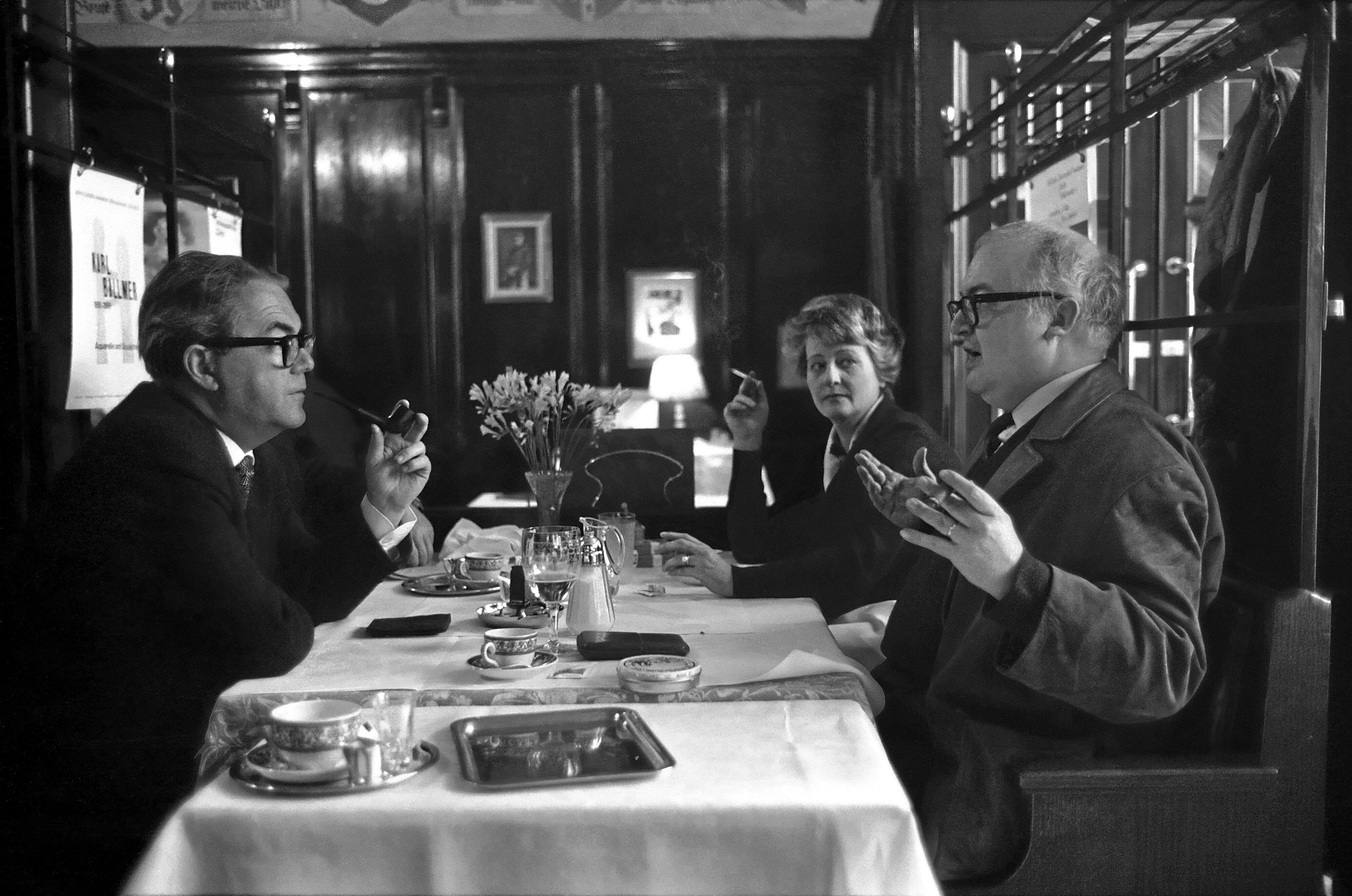
Max Frisch und Friedrich Dürrenmatt in der Kronenhalle in Zürich (1961)

Eine im Zusammenhang mit Graf Öderland immer wieder zitierte Kritik ist jene Friedrich Dürrenmatts, die er erst brieflich an seinen Kollegen richtete und in einer Rezension 1951 in der Weltwoche wiederholte. Exemplarisch für einen Grundkonflikt des Stücks stellte Dürrenmatt die Prinzipien des Allgemeinen und des Privaten einander gegenüber. Graf Öderland, so wie Frisch ihn in seiner Prosaskizze erfunden habe, sei nicht mehr als ein Name, ein Mythos, ein Prinzip, eine bloße Mechanik: „Oederland ist ein Beil und nichts weiter. Ein Beil denkt nicht, empfindet keinen Ekel, es mordet.“ Seine Taten folgen weder dem Gewissen noch einer Idee, sie seien reine Verzweiflung, die über der Frage ihres Sinns stehe: „Ein Sturz ins Nichts ist ein Ereignis, das jenseits von Sinn oder Nichtsinn steht.“ Dieses Prinzip sei aber nicht auf die Bühne zu bringen. Indem Frisch Graf Öderland auf die Bühne stelle, gebe er ihm das Gesicht eines Schauspielers, er verleihe ihm das Schicksal eines Staatsanwalts, schwäche damit die Figur und verfälsche sie: „es war nicht mehr Graf Öderland, der scheiterte. Es war der merkwürdige Fall eines gewissen Staatsanwalts, der verunglückte“. Das Besondere trete an Stelle des Allgemeinen, ein originelles Motiv an die Stelle einer mythischen Figur: „das Theaterstück bleibt im Privaten stecken, es gehört Frisch allein.“ Dürrenmatt zog das Fazit: „Das kühne Unternehmen ist gescheitert.“
In einem Brief an Dürrenmatt widersprach Frisch dessen Auffassung des Stoffs: Er habe nicht die mythische Figur des Grafen Öderland auf die Bühne gestellt, sondern einen Jedermann, in dem sie sich spiegele: „ein Privatmann, Herr Martin, kommt dahin, sich zeitweilig für Graf Öderland zu halten […] was wir mit Augen gesehen haben, ist nicht Graf Öderland, die mythische Gestalt, sondern das Öderländische in einem gewöhnlichen Menschen namens Martin, Staatsanwalt.“ Eine Entgegnung zu Dürrenmatts „Todesurteil“ für das Stück verfasste Jean Rudolf von Salis, der in Graf Öderland ein gelungenes dramatisches Kunstwerk sah, während Dürrenmatt, „von seinem a priori herkommend“, „dem weltanschaulichen Werturteil den Vorrang vor dem künstlerischen“ gegeben habe. Zwar sah von Salis im Aufstieg des Grafen Öderland, „etwas äußerst Fragwürdiges an sich.“ Doch setze Frisch nur den Stoff seiner Zeit um, sei sein Öderland „die Verkörperung der in jeder hochentwickelten Zivilisation latent vorhandenen Anarchie.“ Eingebunden in die gesellschaftliche Ordnung, habe der Staatsanwalt „vor lauter Gewissenhaftigkeit und Rechtlichkeit aufgehört […], ein Mensch zu sein“, bis er am Ende „Unmensch wird, um Mensch sein zu können.“ Frisch bringe „die Unerbittlichkeit des echten Tragikers auf, wenn er in der Peripetie am Schluß die Unlösbarkeit des Konfliktes demonstriert.“
Spätere Untersuchungen bezogen oft Stellung zur Kontroverse der beiden Schweizer Dramatiker. Für Alexander Stephan wurde durch Frischs Antwort die Analyse Dürrenmatts eher bestätigt statt widerlegt. Walter Schmitz hingegen nahm in Dürrenmatts Kritik dessen Enttäuschung wahr, dass Frisch sein eigenes und nicht Dürrenmatts Stück geschrieben habe. Auch Michael Butler erinnerte die Auseinandersetzung mit dem Grafen Öderland an Dürrenmatts spätere Konzeption einer eigenen dämonischen Figur, der Irrenärztin in Die Physiker. Hellmuth Karasek betonte das Dilemma, dass die Bühne den Figuren oftmals ureigene Motive und Beweggründe liefere, die der ursprünglichen Absicht des Autors zuwiderliefen. In Graf Öderland machte er dies an der Rolle des Mörders fest, dessen Zufallstat durch die Liebschaft zur Witwe ein nachträgliches Motiv erhalte. Als zentrales Problem des Stücks sah Urs Bircher, dass sich eine asoziale und apolitische private Glückssuche in das Negativ-Modell einer politischen Revolution verwandle, wodurch die privaten wie gesellschaftlichen Motive gleichermaßen in Frage gestellt würden. Manfred Jurgensen lobte hingegen, „daß Frisch das Problem individueller Identität und gemeinschaftlicher Stellung simultan zu behandeln weiß.“

## Entstehungsgeschichte

### Erste Tagebuchskizzen
Als Ausgangspunkt des Öderland-Stoffes lassen sich in Frischs Tagebuch von 1946 zwei Einträge ausmachen, die jeweils auf Zeitungsberichten basieren. Der erste handelt von einem ehemaligen Professor Frischs aus Zürich, „ein nüchterner und beherrschter Mann“, der eines Tages verschollen war. Nach vergeblicher Suche wurde ein Hellseher aus einem Kabarett befragt, der behauptete den Professor sehen zu können, er liege nicht tief im Wasser zwischen Schilf. Daraufhin fand man den Mann im Greifensee, wo er sich erschossen hatte.
Der zweite Eintrag handelt von einem Kassier, beschrieben als „braver und getreuer“ Mann, der eines Nachts aufwachte und seine ganze Familie mit einer Axt erschlug. Einen Grund könne er nicht angeben. Frisch schloss Überlegungen an, dass man hoffe, es ginge um eine Unterschlagung, „als Versicherung, daß eine solche Verwirrung, die das Unversicherte menschlichen Wesens offenbart, unsereinen niemals heimsuchen kann“. Es folgte eine Prosaskizze Am See, in der Frisch eine morgendliche Unterbrechung seines Arbeitswegs durch einen Abstecher zum nahe gelegenen See beschreibt. Die Stunden gewonnener Freiheit hinterlassen ein schlechtes Gewissen beim Gedanken an die Hunderttausende hinter ihren Arbeitspulten. Er wundert sich, „warum wir nicht einfach aufbrechen“. Man müsse den Menschen die Hoffnung auf den Feierabend, das Wochenende, das nächste Mal, das Jenseits nehmen: „groß wäre das Entsetzen, groß und wirklich die Verwandlung.“
Daraufhin entstand eine knapp 40-seitige Prosaskizze Der Graf von Öderland, die bereits wesentliche Motive und Szenen des Theaterstücks vorwegnimmt. Sie enthält die Bilder 2 bis 8 der späteren Endfassung, blieb allerdings Fragment. In einem Werkbericht gestand Frisch: „ich wußte nicht weiter.“ Die Prosaskizze wurde erstmals 1947 als Teil des Tagebuchs mit Marion veröffentlicht. 1950 publizierte Frisch sie erneut im erweiterten Tagebuch 1946–1949, das die Basis eines Großteils seines frühen Werkes bildete. 1983 folgte eine weitere Veröffentlichung unter dem Titel Der Graf von Öderland. 1. Fassung. Skizze als bibliophile Jahresgabe der Literarischen Vereinigung Braunschweig für deren Mitglieder.

### Uraufführung

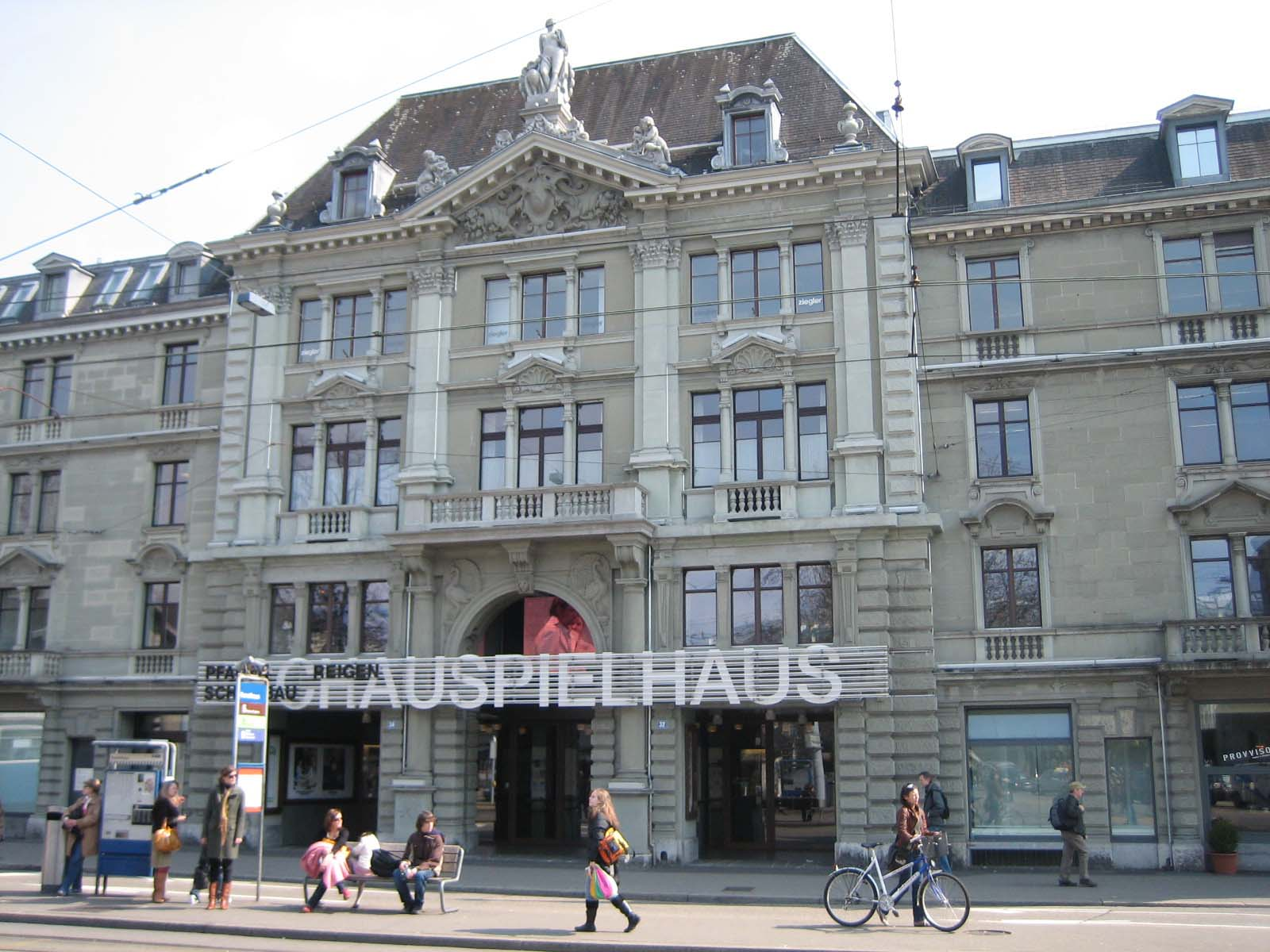
Das Schauspielhaus Zürich, in dem Graf Öderland uraufgeführt und nach einem Monat wieder abgesetzt wurde

Im Januar 1950, als Max Frisch sein neues Stück an einem Leseabend des Suhrkamp Verlags präsentierte, hatte er die ersten vier Bilder von Graf Öderland fertiggestellt. Im Oktober lagen die ersten Druckfahnen vor. Schwierigkeiten in den Proben bereitete die Moritat, die zwischen den Bildern vorgetragen werden sollte. Nachdem auch der um Rat gefragte Brecht keine überzeugende Lösung vorlegen konnte, strich Frisch die Moritat nach der Hauptprobe. Sie habe „das Stück völlig zerschnitten“. Zwischen den Bildern wurden nun Lichtreklamen gezeigt, untermalt von Jazzmusik. Die Uraufführung fand am 10. Februar 1951 im Schauspielhaus Zürich unter der Regie von Leonard Steckel statt. Das Bühnenbild stammte von Teo Otto, die Hauptrolle übernahm Gustav Knuth. Die Buchausgabe Graf Öderland. Ein Spiel in 10 Bildern erschien im Februar 1951 im Suhrkamp Verlag.
Bereits am 7. März fand die letzte Aufführung von Graf Öderland im Zürcher Schauspielhaus statt. Das Stück wurde nach schlechten Kritiken und geringem Publikumszuspruch aus dem Programm genommen. Frisch reagierte mit einem Brief an die Direktion und fügte ein Kleines Memorandum zu „Graf Öderland“ bei. In diesem beklagte er sich über den zu knappen Probezeitraum, eine schwache Besetzung und die geringe Loyalität, die das Schauspielhaus ihm gegenüber bewiesen habe. Den Misserfolg des Stücks führte Frisch auf eine Voreingenommenheit der geladenen Premierengäste und die Dominanz, die eine geringe Anzahl von Kritikern über die Zürcher Presse ausübe, zurück. Er äußerte den Verdacht, „daß es in Zürich gewisse Kreise gibt, die einen Erfolg eines neuen Frisch-Stücks von vornherein nicht dulden konnten“. In der Folge war Frisch in seiner Zusammenarbeit mit dem Zürcher Schauspielhaus reservierter. Sein nächstes Stück Don Juan oder Die Liebe zur Geometrie ließ er zeitgleich in Berlin uraufführen, da ihm eine exklusive Premiere in Zürich zu riskant erschien.

### Neufassungen

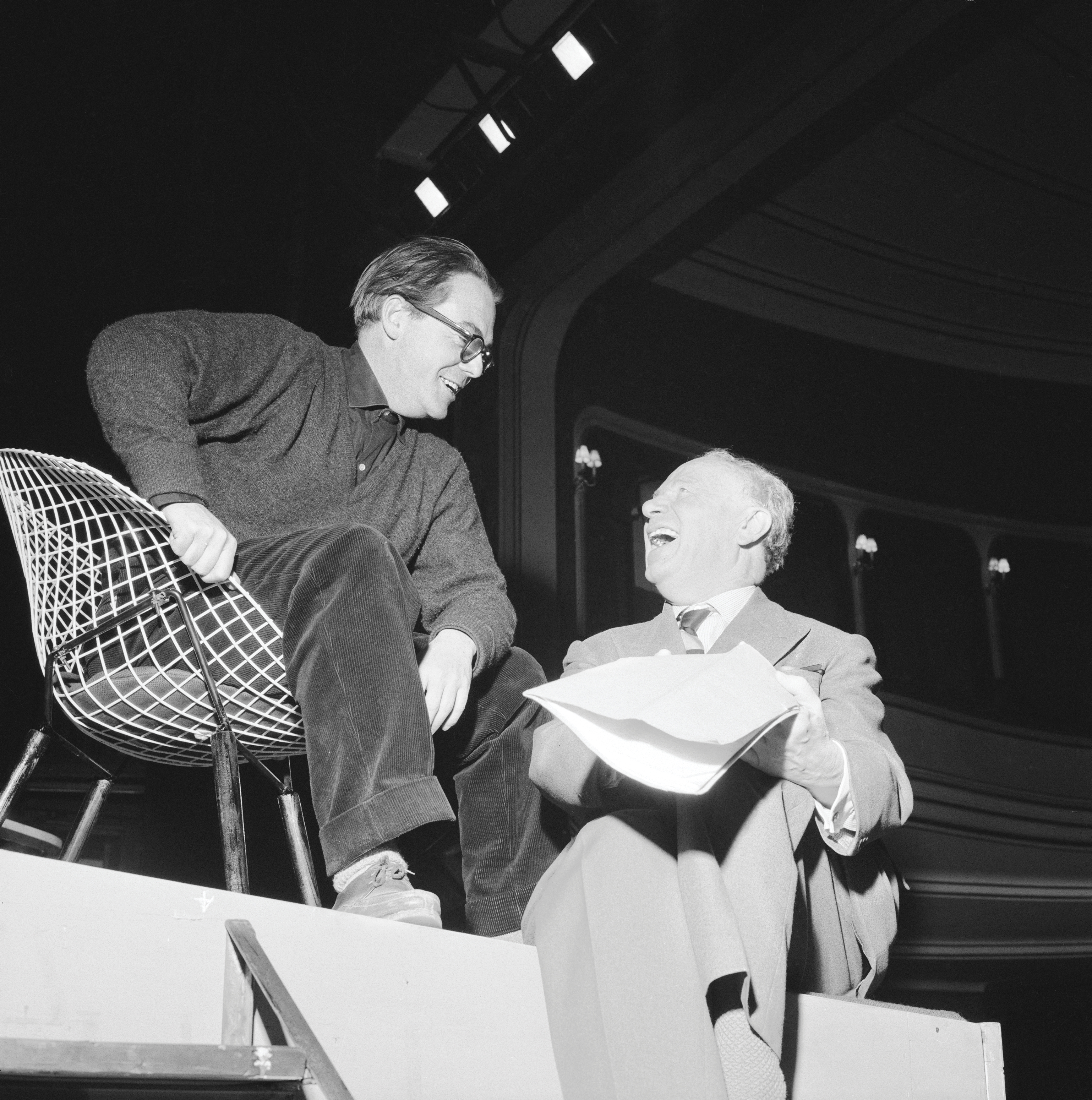
Max Frisch bei Proben zu Biedermann und die Brandstifter (1958)

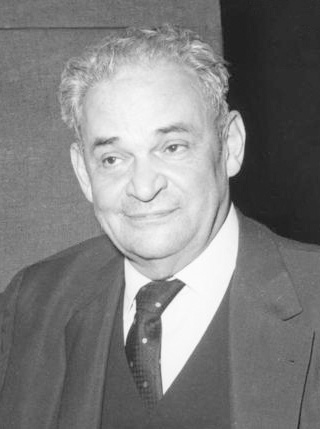
Fritz Kortner (1959)

Der Anstoß für die Neufassung von Graf Öderland kam von außen. 1955 interessierte sich Harry Buckwitz, der Intendant der Städtischen Bühnen Frankfurt, für das Stück. Mitte November kam es zu einer ersten Arbeitsbesprechung zwischen Frisch und dem Regisseur Fritz Kortner; zum Jahresende war die neue Fassung fertiggestellt. Die Uraufführung fand am 4. Februar 1956 statt. Das Bühnenbild besorgte erneut Teo Otto, den Staatsanwalt gab Bernhard Minetti. Frisch sprach im Programmheft zur Erstaufführung von „einer lebendigen, einer echten und freien Zusammenarbeit zwischen Regisseur und Autor“, die für ihn „ein begeisterndes Erlebnis“ gewesen sei. Fünf Jahre später berichtete er, er habe von Probe zu Probe den Stoff immer wilder verändert: „Ein spannendes Experiment!“ Doch er schränkte ein: „Ich rückte das ganze Stück in den aktuellen Vordergrund, wo es im Grunde seines Wesens unverständlich werden mußte. […] Am Schluß verbeugten wir uns vor einem Publikum, das eine Hitler-Karikatur glaubte gesehen zu haben.“ Frisch zog die Konsequenzen aus den Missverständnissen und sperrte die Aufführungsrechte für diese Fassung; mit Ausnahme des zehnten Bildes wurde sie nie gedruckt.
1960 stieß Frisch bei der Durchsicht seines Tagebuchs erneut auf die ursprüngliche Prosaskizze des Öderland-Stoffs, die ihn beim Lesen „schlichterdings überzeugte“. Abermals überarbeitete er das Theaterstück und berichtete schließlich Siegfried Unseld, er habe das Stück „vom Direkt-Politischen der zweiten Fassung, wie auch vom Privaten der ersten Fassung, die ich beide als begraben betrachte, weg genommen […] in Richtung auf den Spuk, was es in der ersten Skizze war“. Er hatte „das Gefühl, daß es jetzt ein spielbares Stück ist.“ Der Schauspieler Ernst Schröder interessierte sich für die Rolle des Staatsanwalts. Die Neufassung wurde von Hans Lietzau am 25. September 1961 im Rahmen der Berliner Festwochen im Schillertheater uraufgeführt, das Bühnenbild stammte von Hansheinrich Palitzsch. Gedruckt erschien die neue Version erstmals in Spectaculum 4/1961. 1963 brachte der Suhrkamp Verlag eine Einzelausgabe heraus. 1975 nahm Frisch diese Bearbeitung als Endfassung in die Ausgabe seines Gesamtwerks auf.
Seine besondere Beziehung zum Öderland-Stoff verglich Frisch im Programmheft zur zweiten Fassung mit den Gefühlen eines Vaters, „Kinder besonders liebzuhaben, die der Umwelt als Fehlgeburten erscheinen“. Noch 1974 bekannte er in einem Interview mit Heinz Ludwig Arnold, welches seiner Theaterstücke ihm „das liebste ist – kein gelungenes Stück, aber das geheimnisvollste: Der ‚Graf Öderland‘.“ Nach drei Fassungen beginne er „keine vierte mehr, aber das ist für mich das lebendigste Stück.“ Frisch sei zu nah am Stück gewesen, zu engagiert und befangen in seiner eigenen Erfindung und der Undurchsichtigkeit des Stoffes, dass er „handwerklich nicht so souverän arbeiten konnte“ wie bei seinen späteren Parabeln. Rückblickend erfreute ihn mit der Figur des Grafen Öderland die „echte Erfindung einer Figur, die es vorher nicht gegeben hat“ und die vom Publikum immer wieder als nordische Sagengestalt aufgefasst wurde: „das ist schön: daß eine Figur diese Glaubwürdigkeit im Fabelbereich annimmt.“

## Rezeption

### Kritik zur Uraufführung
Die Kritiken zur Uraufführung waren fast durchgängig negativ, insbesondere jene aus der Schweiz. Sonja Rüegg sah die Ursache in der Zeitsituation im Jahr 1951, in dem sich viele Schweizer durch den Koreakrieg existenziell bedroht fühlten und eine klare politische Orientierung zwischen den Großmächten suchten. In dieser Situation reagierten viele Rezensenten auf die vom Stück beabsichtigte Verunsicherung des eigenen Leitbilds und eine Infragestellung von Freund-Feind-Kategorien mit Verstörung, Wut und Ablehnung sowie der Bekräftigung der eigenen Weltanschauung. Dabei habe die Uneindeutigkeit des Stückes gemeinsam mit seiner negativen Tendenz oft zu Fehlinterpretationen geführt. Vielfach sei die Figur des Staatsanwalts mit dem Autor gleichgesetzt worden und daraus, in Verbindung mit bereits zuvor vorhandenen Vorbehalten gegen die politische Gesinnung Frischs, eine vermeintliche Sympathie des Autors für den Kommunismus konstruiert worden.
Alfred Traber urteilte im Volksrecht das Stück als „oberflächlich und unwahrhaftig“ ab und führte aus: „Gegen jede Ordnung in der Gesellschaft aber zu rebellieren, das Recht der schrankenlosen Persönlichkeit zu proklamieren, wie Graf Öderland es tut, ist Wahnwitz.“ Vergeblich suchte W. Bösch im Tages-Anzeiger nach der Autorintention, damit sich im Zuschauer ein „klares Für und Wider herausbilden“ könne. Das Vaterland vermisste den Fingerzeig, „dass auch in der Pflichterfüllung eine tiefe Befriedigung verborgen sein kann“. Elisabeth Brock-Sulzer stellte in der Tat Frisch gegen Brecht. Während letzterer mit seiner Dramatik für eine Klasse kämpfe, kämpfe Frisch „höchstens gegen eine Klasse, gegen diejenige nämlich, der er immer angehören wird“, das Bürgertum, dem anzugehören „weder eine Schande noch ein Verdammungsurteil“ sei.
Das St. Galler Tagblatt formulierte seine moralischen Einwände gegen das Stück: „Strikte abzulehnen ist die Weltanschauung, die uns Frisch in diesem Stück vorsetzt. Als Moral von der Geschicht verkündet er, die Axt sei kein Ausweg. Aber nur physisch [sic] Kranke können unter der Zwangsneurose leben, daß überhaupt ein Ausweg gesucht werden muß. Für Normale ist das Dasein nicht das von Frisch gezeichnete Schmachten in Fesseln, die uns Treuepflichten und Verantwortung auferlegen.“ Der Vorwurf des Nihilismus wurde aus unterschiedlichen gesellschaftlichen Strömungen erhoben. So sah der kommunistische Vorwärts im Stück ein „nicht gerade bedeutendes Manifest des Nihilismus“. Die katholischen Neuen Zürcher Nachrichten warnten: „Nihilismus ist die schleichende Krankheit unserer Zeit“. Die Schweizer Familienzeitschrift Sie und Er entrüstete sich: „Bedenkenlos öffnet Öderland alle Türen dem Wind der existentialistischen Weltanschauung“. Erich Brock zog im Mittag das Fazit: „Übrig bleibt allein ein unendlich kraftloses Geschwätz, Deklamation platter Leitartikel […] eine plumpe Nietzsche-Stirner-Moral“.
Vereinzelt gab es auch positive Stimmen. So schrieb Hans Bayer in der Frankfurter Abendpost: „Das Stück ist packend, fesselnd, deprimierend. Kühn konzipiert. Das Publikum war zum größten Teil schockiert. Der Dichter bleich.“ In der Schweiz war Albert J. Welti einer der wenigen positiven Kritiker. Er hob in der Neuen Zürcher Zeitung die „Symbolkraft der einzelnen Bilder und die Geschliffenheit der Dialoge“ hervor und lobte die „vorbildliche Aufführung“ als „geistreiche Konstruktion“. Bereits im Folgemonat bezog auch in der NZZ Werner Weber zur Buchausgabe kritisch Stellung und klagte: „Das hat mit humanem Dasein nichts zu tun; es ist der direkte Einbruch der Triebe. […] Wohin ist Frisch denn mit Gemüt und Geist ausgewandert, daß er uns die gemeinschaftsbildende Sitte als tödlich vorspielen läßt, wo er selber doch das Humanum an sich erlebt – etwa darin, daß er nicht nur die Pflicht hat, sondern auch einige Rechte, zum Beispiel dies: einen Öderland zu denken und zu verantworten.“ Im Anschluss an eine Diskussionsrunde mit Beteiligung Max Frischs bewertete Hans Ott die kritische Aufnahme des Stücks: „[Die] Konfrontation mit unserer Zeit, die Spiegelung mit unserer Umgebung, mit dem heutigen Geschehen, ist es, die das grosse Unbehagen bei einem Teil der ‚Zeitmenschen‘ von heute auslöst.“ Für Frisch blieb das Stück sein „erster Mißerfolg auf der Bühne“.

### Aufnahme späterer Fassungen
Auch die Neufassung von 1956 wurde zum Teil gegen die Autorintentionen Frischs verstanden und als Parabel auf die Machtergreifung Hitlers aufgefasst. So titelte Karl Korn seine Rezension „Öderland ergreift die Macht“ und führte weiter aus: „Vor dreissig Jahren wäre das Stück geniale Prophetie gewesen, vor zwanzig hätte es den Autor, sollte er sich mit dem Manuskript über die deutsche Grenze gewagt haben, den Kopf gekostet – heute ist es ein Abgesang auf die Erfahrungen mit dem Faschismus.“ Joachim Kaiser sah in der Überarbeitung von Frisch und Kortner „zu Ende geführt, was unerlöst im Stoff schlummerte. Sie haben aber auch den balladesken Nebel fortgewischt, der die Brüche und Widersprüche gnädig bedeckte.“ Das Ergebnis sei „eine interessante Unmöglichkeit, eine dramaturgische Fehlgeburt, ein Produkt poetischer Schwäche und stilistischer Unentschiedenheit. Das alles auf einem hohen Niveau“. In Frischs bereits zehn Jahre währenden Bemühungen um seinen Stoff lasse sich „der hoffnungslose Kampf machtlosen Kunstverstandes um ästhetische Bewältigung des Unmöglichen“ beobachten.
Umstritten blieb auch die Endfassung von 1961. Gody Suter verglich: „Zwischen dem Ur-Öderland und der Neufassung besteht ein Unterschied wie zwischen Dämmerung und Tag, zwischen Verheißung und Erfüllung, zwischen Begabtheit und Meisterschaft […]. Verschwunden ist die langatmige Reflexion, die Selbst-Interpretation an Ort und Stelle, geblieben ist die klare, suggestive Legendengestalt […]. Verschwunden ist der Drang, das Symbolische und Tiefsinnige zu unterstreichen; geblieben sind die Symbole und der tiefe Sinn. […] Max Frisch verläßt sich auf seine Gestalten, kann sich auf sich selbst verlassen.“ Friedrich Luft wandte ein, in der zehnten Szene stelle Frisch „dem tragischen Helden Popanzen entgegen, Kabarettfiguren der Macht. Damit schädigt er seinen Helden, damit vermindert er den letzten Spaß an der tragischen Groteske.“ Johannes Jacobi blieb dagegen beim Urteil, Graf Öderland sei „auch in der dritten Stückfassung nicht zu helfen. […] Max Frisch konnte keinen überzeugenden Schluß finden, vermochte seine Ballade nicht zum Drama zu runden. […] Jetzt besitzt mindestens die Hälfte seines ‚Öderland‘-Szenariums Fleisch und Blut. Die Menschen leben auf der Bühne, einige können als exemplarische Typen gelten. Nur der Sinn, der einen dramatischen Schluß erzeugen müßte, er blieb dem Autor auch in der dritten ‚Öderland‘-Fassung noch verborgen.“
Nach Einschätzungen Max Frischs wurde Graf Öderland nach der 68er-Bewegung, so in einer Pariser Aufführung von 1972, besser verstanden: „Diese Ereignisse haben sehr viel mit dem Stück zu tun, es war eine Revolte, nicht eine Revolution, es ist eine Eruption gewesen, sie hat ungeheuer viel Ähnlichkeit mit dem Stück.“ Urs Bircher stellte 1997 fest: „Einen überzeugenden Erfolg hat das Stück auf dem Theater allerdings (noch) nicht erfahren.“ Dennoch wurde Graf Öderland vereinzelt immer wieder neu auf die Bühne gebracht und in einer veränderten Aktualität wahrgenommen, auch in Studenten- und Schultheateraufführungen. Achim Lenz inszenierte im Jahre 2010 das Stück in einer Koproduktion des Ringlokschuppens Mülheim mit dem Theater Chur und machte Anklänge an moderne Filme wie Falling Down und Natural Born Killers aus. Max E. Keller vertonte in den Jahren 2004 bis 2006 im Auftrag der Komischen Oper Berlin ein Libretto von Anke Rauthmann und Yohanan Kaldi zu einer Kammeroper unter dem Titel Die Axt, die allerdings nicht aufgeführt wurde. Im November 2015 bearbeitete Volker Lösch Frischs Drama mit aktuellem Bezug auf die Pegida-Proteste als Graf Öderland / Wir sind das Volk für das Staatsschauspiel Dresden.

### Bewertungen und Stellung im Werk
In späteren Untersuchungen über das Drama blieben die Bewertungen uneinheitlich. Tankred Dorst benannte in seiner Rede zur Verleihung des Max Frisch-Preises 1998 Graf Öderland als das Stück, das ihn am meisten beeindruckt habe, nicht weil es Frisch bestes sei, sondern weil es „‚mißglückt‘ ist, also noch immer unfertig, ein Versuch, ein Fragment.“ Ähnlich äußerte sich Michael Butler, für den Graf Öderland im Gedächtnis haften blieb, „während die technisch überlegenen Texte Biedermann und Andorra sich längst in Lesestoffe für die Oberstufe gewandelt haben“, was Frisch zur „Wirkungslosigkeit eines Klassikers“ verurteile – eine Redewendung, die Frisch selbst für Brecht geprägt hatte. Für Alexander Stephan war Graf Öderland „nicht mehr nur ein blasser Beitrag zur Soziologie des Bürgertums oder ein mißratenes Politspektakel über irgendeinen tatsächlichen oder vorgestellten Volksverführer, sondern auch und vor allem ein wohlverpackter Beitrag zu den Möglichkeiten und Grenzen des Schreibens von Literatur.“
Trotz seines Misserfolgs wurde Graf Öderland vielfach als wichtige Stufe oder Wendepunkt in Frischs Werk beurteilt. So sah Jürgen H. Petersen in diesem Stück „den Übergang von einer Dramaturgie der Überschreitung raum-zeitlicher Grenzen zu einer Dramaturgie des Parabolischen“. Für Hellmuth Karasek hatte Frisch „eine szenische Meisterschaft, Knappheit und parabolische Sinnfälligkeit erreicht, die von nun an für seine Dramen kennzeichnend bleibt. Graf Öderland ist Frischs erster wirklich entscheidender Schritt zum Dramatiker des modernen Welttheaters.“ Während Sonja Rüegg mit dem Stück Frischs „Engagement als Staatsbürger“ und vor allem die kritische Auseinandersetzung mit der Schweiz ihren Anfang nehmen sah, die sich in den folgenden Prosawerken und Essays niederschlug, wertete Gerhard P. Knapp mit dem Blick auf das Bühnenwerk Graf Öderland als „Angelpunkt“ für eine genau entgegengesetzte Entwicklung: Das Scheitern des Stücks bedeute für Frisch das Ende der Verbindung privater und gesellschaftlicher Motive auf der Bühne. Bereits mit dem Folgestück Don Juan oder die Liebe zur Geometrie beschränke er sich auf eine private Ebene. Die große Wut des Philipp Hotz führe die Öderland-Thematik zurück auf einen verharmlosenden Schwank, in Biografie: Ein Spiel werde der Ausbruchsversuch aus der eigenen Biografie ausschließlich privat motiviert, ende aber ebenso wie der gesellschaftlich motivierte Ausbruch in Graf Öderland in der Fatalität. Für Marianne Biedermann gehörte Graf Öderland dagegen in den Kontext der Parabelstücke Biedermann und die Brandstifter und Andorra, die „die Beziehungen zwischen Gesellschaft und Individuum und die Fixierung auf Leitbilder und Konventionen“ darstellen, ohne in ihrer beobachtenden Kritik Lösungsmöglichkeiten aufzuzeigen.

### Verfilmung
1968 verfilmte Rolf Hädrich Graf Öderland für den Hessischen Rundfunk. In der Hauptrolle trat Bernhard Wicki auf. Weitere Rollen übernahmen Ernst Jacobi als Mörder und der Regisseur der Uraufführung Leonard Steckel als Hellseher. Der Spiegel kündigte an, in der Verfilmung schlafwandle der Graf „melancholisch und schizophren durch Untergrund und elegante Welt und weiß nicht recht, ob er träumt oder wacht. Und der Zuschauer weiß das auch nicht.“ Für Wolfram Schütte in der Frankfurter Rundschau versuchte Hädrich, das Drama „politisch zu konkretisieren“. Seine Inszenierung zeichne sich „unvorteilhaft dadurch aus, daß sie sich nicht zwischen Fernsehspiel und Film entscheiden konnte.“ Vor allem die Sprache des Stücks stehe „einer freien Inszenierung im Wege, wurde schwergewichtig, plakativ.“ Auch mit dieser weiteren Bearbeitung von Frischs Drama sei es „das abstruseste seiner dramatischen Produktion geblieben“.

### Textausgaben
- Max Frisch: Graf Öderland. Ein Spiel in 10 Bildern. Suhrkamp, Frankfurt am Main 1951.
- Max Frisch: Graf Öderland. Eine Moritat in 12 Bildern. Suhrkamp, Frankfurt am Main 1963, ISBN 3-518-10032-7.

### Sekundärliteratur
- Marianne Biedermann: Graf Öderland in Beziehung zu seiner Umwelt. Eine Untersuchung. In: Walter Schmitz (Hrsg.): Max Frisch. Suhrkamp, Frankfurt am Main 1987, ISBN 3-518-38559-3, S. 129–159.
- Michael Butler: Das Paradoxon des Parabelstücks: Zu Max Frischs „Als der Krieg zu Ende war“ und „Graf Öderland“. In: Gerhard P. Knapp (Hrsg.): Max Frisch. Aspekte des Bühnenwerks. Peter Lang, Bern 1979, ISBN 3-261-03071-2, S. 177–194.
- Friedrich Dürrenmatt: Eine Vision und ihr dramatisches Schicksal. Zu „Graf Öderland“ von Max Frisch. In: Walter Schmitz (Hrsg.): Max Frisch, S. 126–128.
- Manfred Durzak: Dürrenmatt, Frisch, Weiss. Deutsches Drama der Gegenwart zwischen Kritik und Utopie. Reclam, Stuttgart 1972, ISBN 3-15-010201-4, S. 185–196.
- Manfred Jurgensen: Max Frisch. Die Dramen. Francke, Bern 1976, ISBN 3-7720-1160-8, S. 31–37.
- Hellmuth Karasek: Max Frisch. Friedrichs Dramatiker des Welttheaters Band 17. Friedrich Verlag, Velber 1974, S. 46–57.
- Gerhard P. Knapp: Angelpunkt „Öderland“: Über die Bedeutung eines dramaturgischen Fehlschlags für das Bühnenwerk Frischs. In: Gerhard P. Knapp (Hrsg.): Max Frisch. Aspekte des Bühnenwerks, S. 223–254.
- Barbara Rowińska-Januszewska: Zur Freiheitsproblematik im Werk Max Frischs. Peter Lang, Bern 2000, ISBN 3-906765-25-3, S. 135–147.
- Sonja Rüegg: Ich hasse nicht die Schweiz, sondern die Verlogenheit. Das Schweiz-Bild in Max Frischs Werken „Graf Öderland“, „Stiller“ und „achtung: die Schweiz“ und ihre zeitgenössische Kritik (Dissertation). Chronos, Zürich 1998, ISBN 978-3-905312-72-0, S. 153–196, 359–363.
- Walter Schmitz: Max Frisch: Das Werk (1931–1961). Studien zu Tradition und Traditionsverarbeitung. Peter Lang, Bern 1985, ISBN 3-261-05049-7, S. 215–228.
- Alexander Stephan: Max Frisch. C. H. Beck, München 1983, ISBN 3-406-09587-9, S. 49–54.